# Люсія Перес
Люсія Перес (ісп. Lucía Pérez, 5 червня 1985) — іспанська співачка з Інсіо.

## Біографія
У 2002, у віці 17 років співачка вперше виступила перед широкою публікою на музичному фестивалі «Canteira de Cantareiros». Дебют юної співачки виявився вдалим — вона виграла конкурс з піснею «Amores y amores».
У 2005 (а згодом і в 2009) співачка була представницею Іспанії на конкурсі «Viña del Mar International Song Festival» (щорічний музичний фестиваль, який проводиться в Чилі серед іспаномовних країн).
У 2011 співачка взяла участь в «Destino Eurovisión» (іспанською національному відбірковому турі на Євробачення), і перемогла на ньому з піснею «Que me quiten lo bailao», що надало Люсії можливість представити Іспанію на Євробаченні 2011.

## Дискографія

### Альбоми
- 2003 — Amores y amores
- 2006 — El tiempo dirá …
- 2009 — Volar por los tejados
- 2010 — Dígocho en galego
- 2011 — Вихід п'ятого альбому заплановано на квітень